# Pacific Division (NHL)
La Pacific Division della National Hockey League venne formata nel 1993 come parte della Western Conference in una riorganizzazione della lega. La suddivisione precedente era la Smythe Division. La Pacific Division è localizzata nella parte occidentale degli Stati Uniti e del Canada.

## Squadre attuali
- Anaheim Ducks
- Arizona Coyotes
- Calgary Flames
- Edmonton Oilers
- Los Angeles Kings
- San Jose Sharks
- Vancouver Canucks
- Vegas Golden Knights
- Seattle Kraken

## Campioni di Division
- 1993-94 -  Calgary Flames (42-29-13, 97 pt.)
- 1994-95 -  Calgary Flames (24-17-7, 55 pt.)
- 1995-96 -  Colorado Avalanche (47-25-10, 104 pt.)
- 1996-97 -  Colorado Avalanche (49-24-9, 107 pt.)
- 1997-98 -  Colorado Avalanche (39-26-17, 95 pt.)
- 1998-99 -  Dallas Stars (51-19-12, 114 pt.)
- 1999-00 -  Dallas Stars (43-23-10-6, 102 pt.)
- 2000-01 -  Dallas Stars (48-24-8-2, 106 pt.)
- 2001-02 -  San Jose Sharks (44-27-8-3, 99 pt.)
- 2002-03 -  Dallas Stars (46-17-15-4, 111 pt.)
- 2003-04 -  San Jose Sharks (43-21-12-6, 104 pt.)
- 2004-05 - non disputato a causa del lockout
- 2005-06 -  Dallas Stars (53-23-6, 112 pt.)
- 2006-07 -  Anaheim Ducks (48-20-14, 110 pt.)
- 2007-08 -  San Jose Sharks (49-23-10, 108 pt.)
- 2008-09 -  San Jose Sharks (53-18-11, 117 pt.)

- 2009-10 -  San Jose Sharks (51-20-11, 113 pt.)
- 2010-11 -  San Jose Sharks (48-25-9, 105 pt.)
- 2011-12 -  Phoenix Coyotes (42-27-13, 97 pt.)
- 2012-13 -  Anaheim Ducks (30-12-6, 66 pt.)
- 2013-14 -  Anaheim Ducks (54-20-8, 116 pt.)
- 2014-15 -  Anaheim Ducks (51-24-7, 109 pt.)
- 2015-16 -  Anaheim Ducks (46-25-11, 103 pt.)
- 2016-17 -  Anaheim Ducks (46-23-13, 105 pt.)
- 2017-18 -  Vegas Golden Knights (51-24-7, 109 pt.)
- 2018-19 -  Calgary Flames (50-25-7, 108 pt.)
- 2019-20 -  Vegas Golden Knights (39-24-8, 86 pt.)
- 2020-21 - Divisioni sospese per una stagione
- 2021-22 -  Calgary Flames (50-21-11, 111 pt.)
- 2022-23 -  Vegas Golden Knights (51-22-9, 111 pt.)
- 2023-24 -  Vancouver Canucks (50-232-9, 109 pt.)

## Vincitori della Stanley Cup prodotti
- 1995-96 -  Colorado Avalanche
- 1998-99 -  Dallas Stars
- 2006-07 -  Anaheim Ducks
- 2011-12 -  Los Angeles Kings
- 2013-14 -  Los Angeles Kings
- 2022-23 -  Vegas Golden Knights

## Vincitori della Presidents' Cup prodotti
- 1996-97 -  Colorado Avalanche
- 1998-99 -  Dallas Stars
- 2008-09 -  San Jose Sharks

## Vittorie della Division per squadra
| Squadra              | Titoli vinti | Ultima vittoria |
| -------------------- | ------------ | --------------- |
| San Jose Sharks      | 6            | 2011            |
| Anaheim Ducks        | 6            | 2017            |
| Dallas Stars         | 5            | 2006            |
| Calgary Flames       | 4            | 2022            |
| Colorado Avalanche   | 3            | 1998            |
| Vegas Golden Knights | 3            | 2023            |
| Phoenix Coyotes      | 1            | 2012            |
| Vancouver Canucks    | 1            | 2024            |

- Colorado e Dallas non fanno più parte della division